# Jonathan Russell
Jonathan Russell (* 27. Februar 1771 in Providence, Colony of Rhode Island and Providence Plantations; † 17. Februar 1832 in Milton, Massachusetts) war ein US-amerikanischer Diplomat und Politiker. Zwischen 1821 und 1823 vertrat er den Bundesstaat Massachusetts im US-Repräsentantenhaus.

## Werdegang
Jonathan Russell besuchte bis 1791 die Brown University in Providence. Er studierte Jura, ohne aber jemals als Jurist zu arbeiten. Stattdessen wurde er im Handel und in der Politik tätig. Politisch wurde er Mitglied der Ende der 1790er Jahre von Thomas Jefferson gegründeten Demokratisch-Republikanischen Partei. Ab 1811 war er im diplomatischen Dienst der Bundesregierung. Zunächst arbeitete er in der amerikanischen Botschaft in Frankreich und dann als Geschäftsträger an der Botschaft in England. Dieses Amt bekleidete er beim Ausbruch des Britisch-Amerikanischen Krieges. Zwischen 1814 und 1818 war er erster amerikanischer Gesandter in Schweden. Im Jahr 1814 fungierte er als einer der amerikanischen Unterhändler bei den Friedensverhandlungen in Gent. Durch diesen Frieden wurde der Britisch-Amerikanische Krieg beendet. Aus dieser Tätigkeit entspann sich später ein Disput zwischen ihm und dem künftigen Präsidenten John Quincy Adams, der ebenfalls an den Verhandlungen teilnahm. Russell warf ihm vor, die Briten begünstigt zu haben. Damit griff er massiv zum Nachteil Adams’ in den Präsidentschaftswahlkampf des Jahres 1824 ein. Adams wurde dann trotzdem nach einer umstrittenen Wahl vom US-Repräsentantenhaus zum Präsidenten gewählt.
1818 kehrte Russell in die Vereinigten Staaten zurück, wo er sich in Mendon niederließ. Im Jahr 1820 war er Abgeordneter im Repräsentantenhaus von Massachusetts. Bei den Kongresswahlen des Jahres 1820 wurde er im elften Wahlbezirk von Massachusetts in das US-Repräsentantenhaus in Washington, D.C. gewählt, wo er am 4. März 1821 die Nachfolge von Benjamin Adams antrat. Bis zum 3. März 1823 konnte er eine Legislaturperiode im Kongress absolvieren. In dieser Zeit leitete er den Auswärtigen Ausschuss. Jonathan Russell starb am 17. Februar 1832 in Milton, wo er auch beigesetzt wurde.